# Guaqui

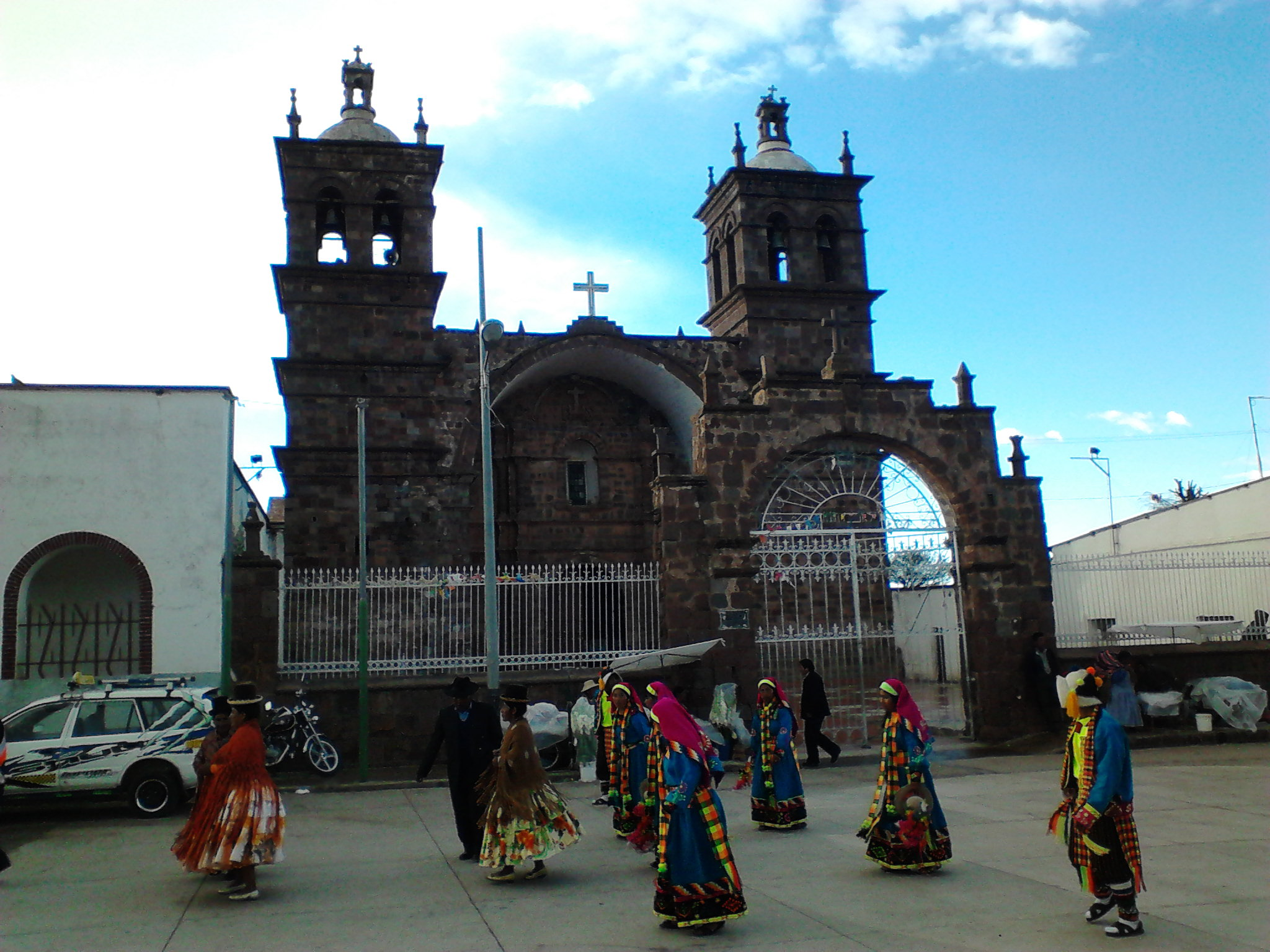
Igreja de Guachi

Guaqui é um município do departamento de La Paz, Bolívia. Localiza-se às margens do lago Titicaca a 92 km da cidade de La Paz. Pertence à Província de Ingavi, estando a uma altitude de 3811 metros acima do nível do mar, possuindo uma temperatura média de de 18 graus Celsius.
Já foi um dos principais portos do lago. É sede do "Regimiento Lanza V de Caballería" do Exército da Bolívia.
Da mesma forma que outras localidades colonizadas conta com um belo templo católico que data do final do século XVIII. O desenho do Templo apresenta o estilo barroco mestiço, na entrada pode-se observar duas colunas salomônicas com decoração de flores e vinhas. Em seu interior apresenta um conjunto de retábulos barrocos e quadros.
A localidade situa-se às margens da Ruta 1, uma importante rodovia do país, sendo também servida por ferrovia.